# Illa Nagai
L'illa Nagai és una illa deshabitada de les illes Shumagin, a la península d'Alaska, a l'estat d'Alaska, Estats Units. Fa uns 50 km de llargada i té una superfície de 310 km². Es troba al sud-est d'Unga.
El 31 d'agost de 1741 Nikita Shumagin, un mariner del vaixell Sant Pere de la Segona expedició a Kamtxatka, hi va morir d'escorbut. L'illa va ser cartografiada per primera vegada l'any 1836 per l'almirall rus Fiódor Litke.